# Jirō Tamiya
Jirō Tamiya (田宮二郎, Tamiya Jirō), né le 25 août 1935 et mort le 28 décembre 1978, est un acteur japonais. Son vrai nom est Gorō Shibata (柴田吾郎, Shibata Gorō).

## Biographie
Jirō Tamiya a tourné dans près de 130 films entre 1957 et 1977.

## Filmographie partielle

### Au cinéma

#### Années 1950
- 1957 : Jeune fille sous le ciel bleu (青空娘, Aozora musume?) de Yasuzō Masumura : Takenaka
- 1958 : Haha (母?) de Shigeo Tanaka : Kinoshita
- 1958 : L'Itinéraire de la mère (母の旅路, Haha no tabiji?) de Hiroshi Shimizu : Saburō
- 1959 : Les Mots de nos rencontres : au revoir, bonjour (あなたと私の合言葉 さよなら、今日は, Anata to watashi no aikotoba : sayonara, konnichiwa?) de Kon Ichikawa : un vendeur
- 1959 : Bōfūken (暴風圏?) de Kunio Watanabe : Jirō Kosaka
- 1959 : Mi wa jukushitari (実は熟したり?) de Shigeo Tanaka : Koichi, le frère de Shinobu

#### Années 1960
- 1960 : Sekushi sain: Suki suki suki (セクシー・サイン 好き好き好き?) de Kōji Shima : Hamamoto
- 1960 : La Femme qui touchait les jambes (足にさわった女, Ashi ni sawatta onna?) de Yasuzō Masumura : Jirō
- 1960 : Un amour insensé (痴人の愛, Chijin no ai?) de Keigo Kimura
- 1961 : Gonin no totsugeki tai (五人の突撃隊?) d'Umetsugu Inoue : Toshio Nogami
- 1961 : Onna wa yoru kesshō suru (女は夜化粧する?) de Yoshio Inoue
- 1961 : Médaille pour une femme (女の勲章, Onna no kunshō?) de Kōzaburō Yoshimura : Ginshiro Yashiro
- 1961 : La Mauvaise Réputation (悪名, Akumyō?) de Tokuzō Tanaka : Seiji
- 1961 : Zoku akumyō (続悪名?) de Tokuzō Tanaka : Seiji
- 1962 : Circonstances familiales (家庭の事情, Katei no jijō?) de Kōzaburō Yoshimura : Yoshio Nagata
- 1962 : Onna wa yogiri ni nureteiru (女は夜霧に濡れている?) de Yoshio Inoue : Junji Hashimoto
- 1962 : Démangeaisons (爛, Tadare?) de Yasuzō Masumura : Asai
- 1962 : Shin akumyō (新悪名?) de Kazuo Mori : Seiji
- 1962 : La Voiture d'essai noire (黒の試走車, Kuro no tesuto kā?) de Yasuzō Masumura : Yutaka Asahina
- 1962 : Je n'oublie pas cette nuit (その夜は忘れない, Sono yo wa wasurenai?) de Kōzaburō Yoshimura : Kyosuke Kamiya
- 1962 : Zoku shin akumyō (続・新悪名?) de Tokuzō Tanaka : Seiji
- 1962 : La Vie d'une femme (女の一生, Onna no issho?) de Yasuzō Masumura : Eiji
- 1962 : Yakuza no kunshō (やくざの勲章?) d'Umetsugu Inoue : Hidejirō Ōgiya
- 1963 : Daisan no akumyō (第三の悪名?) de Tokuzō Tanaka : Seiji
- 1963 : La Famille matrilinéaire (女系家族, Nyokei kazoku?) de Kenji Misumi : Yoshizaburo Umemura
- 1963 : Yoru no haitō (夜の配当?) de Shigeo Tanaka : Ryokichi Ibuki
- 1963 : Akumyō ichiba (悪名市場?) de Kazuo Mori : Seiji
- 1963 : Watashi o fukaku umete (わたしを深く埋めて?) d'Umetsugu Inoue : Kyosuke Nakabe
- 1963 : Akumyō habota (悪名市場?) de Kazuo Mori : Seiji
- 1963 : Akumyō ichiban (悪名一番?) de Tokuzō Tanaka : Seiji
- 1964 : Le mari était là (「女の小箱」より 夫が見た, Otto ga mita 'Onna no kobako' yori?) de Yasuzō Masumura : Ken'ichiro Ishizuka
- 1964 : Yadonashiinu (宿無し犬?) de Tokuzō Tanaka
- 1964 : Akumyō daiko (悪名太鼓?) de Kazuo Mori : Seiji
- 1964 : Le Train super-express noir (黒の超特急, Kuro no chōtokkyu?) de Yasuzō Masumura : Keiichi
- 1964 : Jūnanasai wa ichido dake (十七才は一度だけ?) de Yoshio Inoue
- 1965 : Gorotsuki inu (ごろつき犬?) de Tetsutaro Murano
- 1965 : Urakaidan (裏階段?) d'Umetsugu Inoue : Ken'ichi Kijima
- 1965 : Abare inu (暴れ犬?) de Kazuo Mori
- 1965 : Yorū no kunshō (夜の勲章?) de Tetsutaro Murano
- 1965 : Akumyō nobori (悪名幟?) de Tokuzō Tanaka : Seiji
- 1965 : Fukushū no kiba (復讐の牙?) d'Umetsugu Inoue : Gorō Kawakami
- 1965 : Kuroi yuwaku (黒い誘惑?) d'Umetsugu Inoue
- 1965 : Akumyō muteki (悪名無敵?) de Tokuzō Tanaka : Seiji
- 1965 : Mikkokusha (密告者?) de Shigeo Tanaka
- 1965 : Teppō inu (鉄砲犬?) de Tetsutaro Murano
- 1966 : Zeni no toreru otoko (銭のとれる男?) de Tetsutaro Murano
- 1966 : Akumyō zakura (悪名桜?) de Tokuzō Tanaka : Seiji
- 1966 : La Tour d'ivoire (白い巨塔, Shiroi kyotō?) de Satsuo Yamamoto : Gorō Zaizen
- 1966 : Nora inu (野良犬?) de Yoshio Inoue
- 1967 : Tōkyō bakuto (東京博徒?) de Kimiyoshi Yasuda
- 1967 : Hayauchi inu (早射ち犬?) de Tetsutaro Murano
- 1967 : Akumyō ichidai (悪名一代?) de Kimiyoshi Yasuda : Seiji
- 1967 : Shōbu inu (勝負犬?) de Yoshio Inoue
- 1967 : Yoru no nāwabari (夜の縄張り?) de Tetsutaro Murano
- 1968 : Akumyō jūhachiban (悪名十八番?) de Kazuo Mori : Seiji
- 1968 : Le Grand salaud (大悪党, Dai akutō?) de Yasuzō Masumura : Jinpei Tokuda
- 1968 : Le Moment du doute (不信のとき, Fushin no toki?) de Tadashi Imai : Yoshio Asai
- 1969 : Nihon ansatsu hiroku (日本暗殺秘録?) de Sadao Nakajima

#### Années 1970
- 1970 : Jaga wa hashitta (豹は走った?) de Kiyoshi Nishimura : Kujo
- 1971 : 3000 kiro no wana (３０００キロの罠?) de Jun Fukuda
- 1972 : Oitsumeru (追いつめる?) de Toshio Masuda
- 1972 : Ken to hana (剣と花?) de Toshio Masuda
- 1972 : Jinsei gekijō: Seishun aiyoku zankyohen (人生劇場 青春篇 愛欲篇 残侠篇?) de Tai Katō
- 1973 : Hana to ryu seiun aizohen dotohen (花と龍 青雲篇 愛憎篇 怒濤篇?) de Tai Katō
- 1973 : Miyamoto Musashi (宮本武蔵?) de Tai Katō : Kojirō Sasaki
- 1974 : Une famille splendide (華麗なる一族, Karei naru ichizoku?) de Satsuo Yamamoto : Ataru Mima
- 1974 : Ikare dokuhebi: Moku geki sha wo kese (怒れ毒蛇 目撃者を消せ?) d'Umetsugu Inoue : Cobra Kumera
- 1975 : L’Archipel des artères (動脈列島, Dōmyaku rettō?) de Yasuzō Masumura : Takigawa
- 1976 : Utareru mae-ni ute! (撃たれる前に撃て！?) d'Umetsugu Inoue : Cobra Kumera
- 1976 : Zone stérile (不毛地帯, Fumō chitai?) de Satsuo Yamamoto

### À la télévision
- 1978 : Shiroi kyotō (白い巨塔?) (série télévisée de 31 épisodes de 45 min[2]) : Gorō Zaizen